# Jhoulys Chacín
Pour les articles homonymes, voir Chacín.
Jhoulys José Chacín Molina (né le 7 janvier 1988 à Maracaibo, Zulia, Venezuela) est un lanceur droitier des Rockies du Colorado de la Ligue majeure de baseball.

## Carrière

### Rockies du Colroado

#### Saison 2009
Jhoulys Chacín signe son premier contrat professionnel en 2004 avec les Rockies du Colorado. C'est avec eux qu'il fait ses débuts dans les majeures le 25 juillet 2009. Il effectue huit sorties comme lanceur de relève durant la saison et une comme lanceur partant, subissant la défaite à cette occasion.

#### Saison 2010
Rappelé des ligues mineures au début de la saison 2010, Chacín fait partie de la rotation de lanceurs partants des Rockies durant la majorité de l'année. Il amorce les matchs de son équipe dans 21 des 28 occasions où Colorado l'envoie au monticule. Le 2 mai, face aux Giants de San Francisco, il remporte sa première victoire au plus haut niveau alors qu'il n'accorde qu'un coup sûr et aucun point à l'adversaire pendant sept manches de travail. Il termine sa première saison complète dans les majeures avec 9 victoires et 11 défaites, 138 retraits sur des prises en 137 manches et un tiers lancées, et une moyenne de points mérités de 3,28.

#### Saison 2011
Chacín est le lanceur des Rockies qui remporte le plus de victoires en 2011. Il remporte 11 victoires mais encaisse 14 défaites en 31 départs. Il réussit son premier match complet et blanchissage en carrière le 15 avril contre les Cubs de Chicago et ajoute un second match complet le 11 août contre les Reds de Cincinnati. Sa moyenne de points mérités de 3,62 est la meilleure parmi les lanceurs partants de son équipe mais il mène en revanche la Ligue nationale pour le nombre de buts-sur-balles accordé à l'adversaire, avec 87.

#### Saison 2012

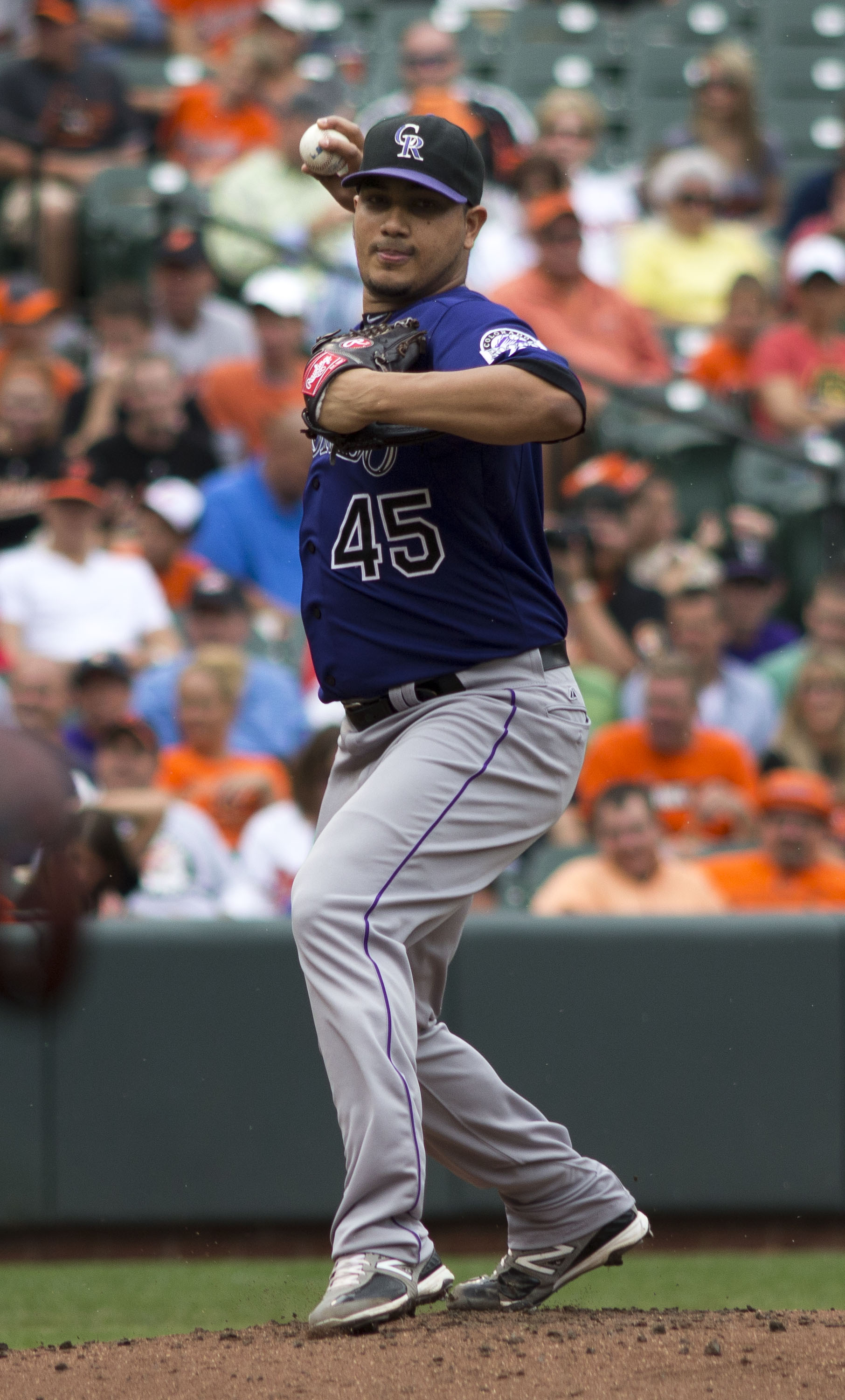
Jhoulys Chacín en 2013 avec les Rockies du Colorado.

Limité à 14 départs en 2012 en raison d'une blessure aux pectoraux, il remporte trois matchs et encaisse 5 défaites. Sa moyenne de points mérités s'élève à 4,43 en 69 manches au monticule.

#### Saison 2013
La forme étant de retour en 2013, les performances de Chacín reviennent au niveau où elles étaient avant 2012. À la fin de l'hiver, il lance pour l'équipe du Venezuela durant la Classique mondiale de baseball 2013. Ensuite, malgré une saison peu remarquable pour les Rockies, qui terminent derniers de leur division avec 74 victoires et 88 défaites, Chacín forme un très bon duo de lanceurs partants avec son coéquipier Jorge de la Rosa. Sa moyenne de points mérités de 3,49 en 197 manches et un tiers lancées n'est que légèrement battue par celle de 3,47 (en 30 manches lancées de moins) de son collègue, qui remporte 16 matchs alors que Chacín savoure 14 victoires en 31 départs. Il retire 126 adversaires sur des prises, mais beaucoup moins qu'avant en moyenne : alors qu'il en évinçait 10,6 par 9 manches lancées en 2009 et 9 en 2010, il réussit maintenant 5,7 retraits au bâton dans une période équivalente. En revanche, c'est en 2013 qu'il accorde le moins de coups de circuit à l'adversaire : un en moyenne toutes les 18 manches, contre près du triple l'année précédente.

#### Saison 2014
La saison 2014 du droitier est marquée par les blessures. Elle commence cinq semaines en retard en raison de douleurs à l'épaule droite et se termine le 28 juin puisqu'il souffre d'une légère déchirure du labrum et d'une blessure à la coiffe du rotateur. En 11 départs, il ne remporte qu'une victoire contre 7 défaites et sa moyenne de points mérités est élevée : 5,40 en 63 manches et un tiers de travail.
Chacín est libéré par les Rockies le 22 mars 2015.

### Diamondbacks de l'Arizona
Il signe un contrat des ligues mineures avec les Indians de Cleveland le 13 avril 2015. Il est assigné aux ligues mineures mais ne prend part à aucun match des Indians. Le 19 juin 2015, il est mis sous contrat par les Diamondbacks de l'Arizona. Il ne joue que 5 matchs, dont 4 comme lanceur partant, pour Arizona en 2015.

### Braves d'Atlanta
Il est invité au camp d'entraînement 2016 des Braves d'Atlanta. Il amorce 2016 avec les Braves mais est le 11 mai suivant échangé aux Angels de Los Angeles contre le lanceur gaucher Adam McCreery.

### Angels de Los Angeles
Après son arrivée chez les Angels de Los Angeles, Chacín alterne entre les postes de lanceur partant et, pour la première fois de sa carrière, de lanceur de relève. En 117 manches et un tiers lancées au total pour sa nouvelle équipe, sa moyenne de points mérités se chiffre à 4,68. Au total en 144 manches lancées en 2016 pour les Braves et les Angels, sa moyenne se chiffre à 4,81. 

### Padres de San Diego
Chacín signe un contrat des ligues mineures avec les Padres de San Diego le 20 décembre 2016.
Il mène les lanceurs des Padres en 2017 avec 13 victoires et présente une moyenne de points mérités de 3,89 en 180 manches et un tiers lancées. Il est le lanceur des majeures qui atteint le plus de frappeurs adverses (14) en 2017.

### Brewers de Milwaukee
Après une solide saison jouée à San Diego, Chacín signe le 21 décembre 2017 un contrat de 15,5 millions de dollars pour deux ans avec les Brewers de Milwaukee.